# Norddeutsches Zentrum für Nachhaltiges Bauen

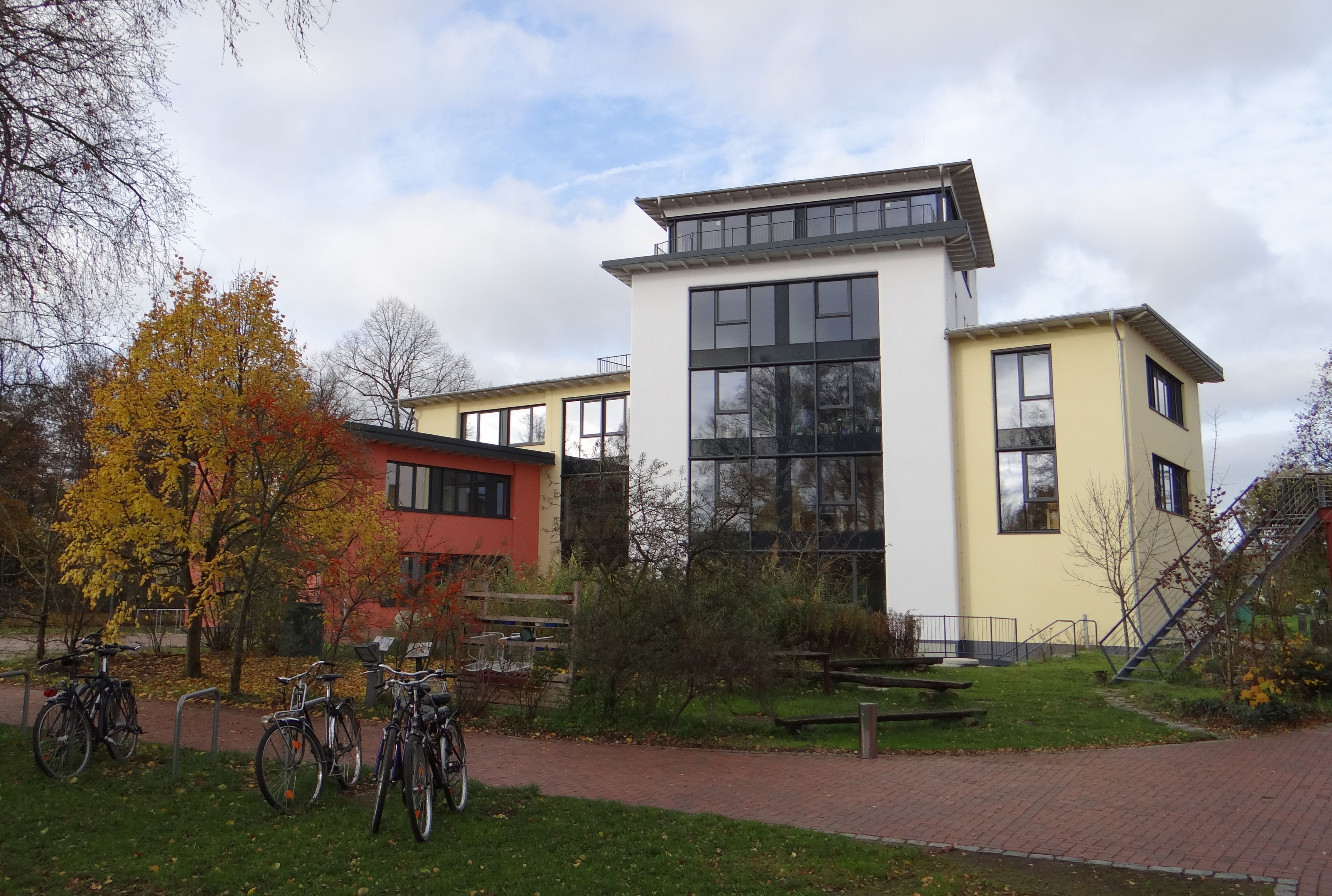
Norddeutsches Zentrum für Nachhaltiges Bauen

Das Norddeutsche Zentrum für Nachhaltiges Bauen (NZNB) ist ein Kompetenz- und Schulungszentrum in Verden an der Aller für alle Belange rund um das ökologische Bauen.

## Träger
Als Projektträger wurde 2012 die Gesellschaft Norddeutsche Zentrum für Nachhaltiges Bauen GmbH zur Realisierung des Gesamtvorhabens gegründet. Alleiniger Gesellschafter ist das Ökologische Zentrum Verden e.V.

## Finanzierung
Das Vorhaben ist ein „Leuchtturmprojekt“ im Rahmen des Regionalen Entwicklungskonzepts des Landkreises Verden. Gefördert wird es seit 2011 mit Mitteln der Europäischen Union in Höhe von 4,4 Millionen Euro durch das Land Niedersachsen. Ferner beteiligen sich die Stadt und der Landkreis Verden, die Landwirtschaftliche Rentenbank sowie das Ökologische Zentrum Verden an der Finanzierung.

## Auszeichnung
Das Projekt wurde im Jahr 2015 vom Rat für Nachhaltige Entwicklung mit dem Qualitätssiegel „Werkstatt N-Projekt“ ausgezeichnet.